# Украшенная бычья лягушка
Украшенная бычья лягушка, или индийская бычья лягушка (лат. Kaloula pulchra) — вид земноводных из семейства Узкороты.
Общая длина достигает 7,5 см. Голова небольшая. Зрачок вертикальный, барабанная перепонка скрыта. Туловище округлое, сужено у головы, далее к концу расширяется. Конечности укорочены со слабо развитыми плавательными перепонками, кончики пальцев расширены. Передвигается маленькими торопливыми прыжками, с помощью хорошо развитого пяточного бугра легко зарывается в землю. Тело шоколадно-коричневой окраски. От глаз до паха тянутся охристо-жёлтые полосы.
Любит влажные места (80—90 %) по берегам водоёмов. Днём прячется под опавшими листьями. Активна ночью. Питается мелкими насекомыми, в основном муравьями, которых собирает длинным червеобразным языком. При опасности значительно раздувает своё туловище.
Спаривание начинается с апреля. Самка откладывает яйца в стоячие водоёмы. Метаморфоз головастиков продолжается 2 недели.
Продолжительность жизни до 10 лет.
Вид распространён в южной Индии, Бангладеш, Юго-Восточной Азии (Мьянма, Индокитай, Малайзия, Индонезия), южном Китае, на острове Тайвань.